# Colin Allen
Colin Allen (Sídney, 27 de enero) es un político y activista global sordo australiano. 
Sexto presidente de la Federación Mundial de Sordos desde 2011 a 2019.

## Biografía
Hijo de Margaret 'Margo'y Alfred Allen. Nació sordo y su lengua materna es la lengua de señas australiana. 
Estudió Organizaciones Comunitarias de la Universidad de Tecnología de Sídney. Como miembro de la junta de la Federación Mundial de Sordos desde 2003, ha trabajado con comunidades de sordos en todo el mundo. Desde el 17 de julio de 2011 hasta el 22 de julio de 2019 fue elegido como presidente de la Federación Mundial de Sordos (WFD).
Como parte de su función en WFD, fue elegido segundo vicepresidente de la Junta de la Alianza Internacional de Discapacidad (IDA) a partir del julio de 2013; y elegido como presidente en julio de 2016.

## Activismo
- 1986 – 1990, Presidente de la Asociación Australiana de Gais y Lesbianas Sordos.
- 1987 – 1994 y 1996 – 1999, Presidente de la Asociación de Sordos de Australia.
- 2003 – 2011, Miembro de la junta de la Federación Mundial de Sordos.
- 2011 – 2019, Presidente de la Federación Mundial de Sordos.
- 2013 – 2016, Primer Vicepresidente de la Junta de la Alianza Internacional de Discapacidad.
- 2016 – 2018, Presidente de la Alianza Internacional de Discapacidad.

## Premios
- 1979, Premio Queen Elizabeth Silver Jubilee para jóvenes australianos.
- 1993, Ciudadano Sordo del Año, Asociación de Sordos de Nueva Gales del Sur
- 1999, Premio Gran Cruz, Federación Mundial de Sordos